# Jędrychowo (gmina)
Jędrychowo – dawna gmina wiejska istniejąca w latach 1946–1954 w woj. olsztyńskim (jej dawny obszar należy obecnie do woj. warmińsko-mazurskiego). Siedzibą władz gminy było Jędrychowo.
Gmina Jędrychowo powstała po II wojnie światowej na terenie tzw. Ziem Odzyskanych. 28 czerwca 1946 roku jako jednostka administracyjna powiatu suskiego gmina weszła w skład nowo utworzonego woj. olsztyńskiego. Według stanu z 1 lipca 1952 roku gmina była podzielona na 12 gromad: Babięty Wielkie, Gałdowo, Gulb, Jakubowo Kisielickie, Jędrychowo, Laseczno, Łęgowo, Mózgowo, Segnowy, Trupel, Winnica i Ząbrowo.
Gmina została zniesiona 29 września 1954 roku wraz z reformą wprowadzającą gromady w miejsce gmin. Jednostki nie przywrócono 1 stycznia 1973 roku po reaktywowaniu gmin.